# Arconsat
Arconsat är en kommun i departementet Puy-de-Dôme i regionen Auvergne-Rhône-Alpes i centrala Frankrike. Kommunen ligger i kantonen Saint-Rémy-sur-Durolle som tillhör arrondissementet Thiers. År 2022 hade Arconsat 576 invånare.

## Befolkningsutveckling
Antalet invånare i kommunen Arconsat
| Referens: INSEE |